# Тактика спаленої землі
Та́ктика спа́леної землі́ — метод ведення війни за допомогою знищення всього корисного, того, що може слугувати життєзабезпеченню або існуванню як військ противника, так і цивільного населення на території, яку може бути зайнято противником. До цього відносять знищення запасів харчових продуктів та врожаю, забруднення або отруєння джерел питної води, знищення інфраструктури — шляхів та засобів транспорту, техніки, будівель та житла, іноді навіть цілих міст.
З 1907 року «Тактика спаленої землі» номінально вважається міжнародним правом воєнним злочином. Активно застосовувалася російською армією та РККА під час Першої та Другої світових воєн, а також ЗС США під час війни у В'єтнамі. Угода, як і I протокол Женевської конвенції 1977 року, не ратифікована США, Ізраїлем, Пакистаном та Іраном.

## Історія

### Антична доба
Використання цієї тактики письмово зафіксовано ще з античних часів. Так скіфи використовували методи випаленої землі проти царя Персії Дарія Великого. Кочовики-скіфи заманювали персів вглиб степу, після чого знищували запаси продовольства та отруювали колодязі. Унаслідок цього Дарій зазнав поразки. Велика частка його війська померла від голоду та зневоднення.
Грецький історик Ксенофонт згадував в своїх описах військового походу «Анабасіс», що вірмени спалили свої посіви і запаси продовольства, як ще до настання на десять тисяч.
Грецькі солдати-найманці запропонували перському сатрапу використати стратегію випаленої землі проти Олександра Македонського, коли він переїхав до Малої Азії. Але їхня пропозиція була відхилена.
Відомі застосування цієї тактики кельтськими племенами проти римських легіонів. Тодішні кельти іноді спалювали свої поля з врожаєм. Римські легіонери під час походів зазвичай харчувалися за рахунок місцевого населення. Оскільки кельти спалювали іноді увесь врожай, римські легіонери мусили голодувати.
Під час Другої Пунічної війни в 218—202 до н. е., цей метод використовували карфагеняни під час свого походу через Італію. Після закінчення Третьої Пунічної війни в 146 р. до н. е., римський Сенат також проголосував використовувати цей метод, аби назавжди знищити карфагенску столицю Карфаген. Будівлі були зруйновані, каміння розкидане так, щоб навіть не залишилося руїн. Поля також були спалені.

### XVIII — XXст., Росія
З приходом Карла ХІІ в Україну, під час Північної війни, російський цар Петро I видав указ про спалення врожаю, запасів продовольства, фуражу та знищення поселень українців на шляху шведського війська.
|                                                          | Ежели же неприятель пойдет на Украйну, тогда иттить у оного передом и везде правиант и фураж, «такожь хлЂбъ стоячей на полЂ і в умнахъ іли въ житницахъ по деревънямъ [кромЂ толко городоθъ»], [чего сами не могут употребить]. Полской и свой, жечь «не жалЂя і строенья» перед оным и по бокам, также мосты портить, леса зарубать и на болших переправах держать по возможности. ВсЂ мЂлницы такожъ жечь, а жителей всЂхъ высылать в лЂса с пожитками і скотомъ в лЂса. Такожъ, чтобъ жерноθъ не оставъливали, брали с собою іли разбивали. А ежели гдЂ поупряметца вытить в лЂса, то і деревъни жечь. І о семъ напередъ сказать. Такожъ і то сказать вездЂ: ежели хто повезетъ к непъриятелю что ни есть, хотя за денги, тотъ будетъ повЂшенъ, такожъ равъно і тотъ, которой вЂдаетъ, а не скажетъ. Такожъ тЂ деревъни, із которыхъ повезутъ, жечь же. |
| — Петро I, указ генерал-майору Іфланту, 9 серпня 1708 р. | |

Інший історично відомий випадок — війна Російської Імперії з Наполеоном. Ідеологом і майстром цієї тактики виявився головнокомандуючий російською армією генерал-фельдмаршал М. Б. Барклай-де-Толі. Усвідомлюючи слабкість рос. армії у порівнянні з наполеонівською, він був змушений відступати армією на схід до Москви, активно та гнучко використовуючі цю тактику, одночасно розгорнувши «партизанську війну» — щоб фізично послабити сильнішого ворога. Російське, головним чином земельне, дворянство було невдоволено великими власними матеріальними втратами — наслідками «спаленої землі»; проти Барклая при царському дворі плелись інтриги та змови. Тому цар Олександр І змушений був замініти «німця»-де-Толі на «свого»-православного князя Михайла Кутузова. Кутузов завпровадив в армії показові православні ритуали (Хрестні ходи, цілування ікони Божої Матері). Але з об'єктивних причин мусив і далі триматися тактики свого попередника Барклая-де-Толі — доки Наполеон, під тиском злиднів, сам був змушений залишити Москву та відступити на Захід.
Під час Першої світової війни, після Горлицького прориву німецько-австрійсько-угорських військ розпочався відступ російських армій з «польського мішка». З боями вони відступали від Вісли до лінії Бугу. Російська Ставка вирішила застосувати тактику «спаленої землі» — ворогові не повинно було діставатись, ні матеріальних об'єктів, ні людських ресурсів. У разі відступу все, як військові, так і цивільні об'єкти підлягали тотальному знищенню, а населення примусовому переміщенню в центральні райони імперії.

### Німецько-радянська війна

#### Радянська сторона
Радянське керівництво на чолі з Сталіним, упустивши ініціативу початкової фази війни з Гітлером, змушене було відступати. До цього ж їх вела повна дезорганізація РСЧА, що більшістю (3,5 млн чол.) добровільно здалась або потрапила в полон до німців.
При цих обставинах Сталін та радянське керівництво масовано використовувало тактику та стратегію «спаленої землі».
Для цього було розгорнутий так званий «партизанський рух». У містах використовувалось радянське підпілля, що поодинокими терактами проти німців провокувало окупаційну німецьку владу на терор проти цивільного населення. Знищувались промислові підприємства, електростанції, мости, адміністративні та житлові будівлі в містах, селах та окремі домівки місцевих мешканців, залишки врожаю. Найвідоміший випадок в Україні — мінування та спалення центру міста Києва восени 1941 року, що іноді помилково приписується невеликій підпільній групі НКВС на чолі з Іваном Кудря.
Радянський Союз та його правонаступниця Російська Федерація так ніколи офіційно і не визнали руйнування Києва в вересні 1941 року.
Радянська пропаганда
Радянська комуністична пропаганда намагалася всіляко героїзувати тактику спаленої землі та її виконавців. Найвідоміша за радянських часів персона — Зоя Космодем'янська, якій було посмертно дано звання Героя Радянського Союзу. Її ім'я популяризувалося в середніх школах Радянського Союзу, молодіжних піонерських та комсомольських організаціях, про неї створили художній фільм.
Після невдалих спроб на Нюрнберзькому процесі перекласти відповідальність на Вермахт за знищення центру Києва та багатьох історичних пам'ятників, як наприклад Успенського собору Києво-Печерської Лаври, радянська пропаганда та офіційна «історіографія», демонструючи фотографії зруйнованих Собору та Хрещатика, невпевнено брехала: «…таким побачили Київ радянські визволителі після відступу німців восени 1943».

### Російсько-українська війна
- Російське вторгнення в Україну (2022)